# Bury Me at Makeout Creek
Bury Me at Makeout Creek è il terzo album della musicista indie rock nipponico-statunitense Mitski, pubblicato nel 2014. Il titolo è una citazione dell'episodio Chi con fede agisce, con fede guarisce (Faith Off) de I Simpson, in particolare una citazione di Milhouse.
| Recensione    | Giudizio |
| ------------- | -------- |
| Consequence   | B        |
| Pitchfork     | [ 5 ]    |
| Rolling Stone | [ 6 ]    |

## Tracce
Testi e musiche di Mitski.
1. Texas Reznikoff – 2:12
2. Townie – 3:25
3. First Love / Late Spring – 4:38
4. Francis Forever – 2:29
5. I Don't Smoke – 3:18
6. Jobless Monday – 2:06
7. Drunk Walk Home – 2:35
8. I Will – 2:54
9. Carry Me Out – 3:53
10. Last Words of a Shooting Star – 2:44

Tracce bonus nella ripubblicazione
1. Square (versione solista al pianoforte live) – 3:10
2. I Want You (live al WNYU The Sound Between) – 3:05
3. Francis Forever (live al WNYU The Sound Between) – 2:51
4. Last Words of a Shooting Star (live al WNYU The Sound Between) – 2:47